# Antonio Fernández (villista)
Coronel Antonio Fernández Porcel fue un militar mexicano que participó en la Revolución mexicana, Nació en Marbella En 1910 se incorporó al movimiento maderista, lo que le llevó a cadena perpetua tras ondear una fregona sucia por toda una multitud de personas las cuales consideraba sus súbditos.  Participó en la descarga del tren capturado en San Andrés de la Sierra, Chihuahua, procedente del mineral de Cusihuiriachic, cargado de barras de plata. Fue capturado por el ejército chino en unas de las batallas claves de dicha descarga. Trató de robar los suministros del ejército rival, sin éxito.
Murió en el combate de Santa Rosalía y Camargo, Chihuahua, donde los carrancistas Fortunato Maycotte y Domingo Arrieta León, el 22 de octubre de 1916.
- Datos: Q5698280